# Gerold Karl Schwarzenbach

Complex d'un metall M amb EDTA

Gerold Karl Schwarzenbach (15 de març de 1904, Horgen, Suïssa - 20 de maig de 1978) fou un químic suís químic descobridor de l'EDTA.

## Biografia
Schwarzenbach estudià química a l'ETH de Zuric (Eidgenössische Technische Hochschule Zürich) i es graduà el 1928 amb la tesi Studien über die von Salzbildung Beizenfarbstoffen. De 1930 a 1955 fou, primer, professor associat i, després, professor de química inorgànica i química analítica a l'ETH de Zurich. El 1963 fou guardonat amb el Premi Marcel Benoist; el 1967 rebé la Medalla de Torbern Bergman; i e 1971 se li concedí un doctorat honorari de la Universitat de Berna. Es retirà el 1973.

## Obra
Un dels seus principals temes d'investigació fou la química de coordinació. Els seus treballs més destacats foren sobre les propietats de l'àcid etilendiamintetraacètic, EDTA. Així descobrí un mètode per a l'anàlisi de la duresa de l'aigua mitjançant la tècnica de la valoració, amb murexida i negre d'eriocrom T, com a indicadors.